# Birgit Grefveberg
Birgit Margreta Grefveberg (även Birgit Grefveberg-Forsberg), född 20 augusti 1925 i Stockholm, död 2 mars 2002 i Lidingö, var en svensk balettdansös. 
Hon är gravsatt i minneslunden på Lidingö kyrkogård.

## Filmografi
- 1952 – Eldfågeln
- 1953 – Resan till dej